# 入野智子
入野 智子（いりの ともこ、旧姓:赤松 智子（あかまつ ともこ））は、大阪市にあるサン放送アカデミー所属のタレント、フリーアナウンサー。
1980年代、讀賣テレビ放送の夕方のローカルニュース「テレトーク10」のキャスター、またプロ野球中継で、阪神タイガース戦の副音声実況を担当したことで有名となった。テレビ大阪開局時には「関西ビジネス最前線」のキャスターも務めている。